# Бирлик (Целиноградский район)
Бирлик (каз. Бірлік) — село в Целиноградском районе Акмолинской области Казахстана. Входит в состав Оразакского сельского округа. Код КАТО — 116649200.

## География
Село расположено на правом берегу реки Нура, на расстоянии примерно 17 километров (по прямой) к юго-западу от административного центра района — села Акмол, в 9 километрах к востоку от административного центра сельского округа — села Оразак.
Абсолютная высота — 343 метров над уровнем моря.
Ближайшие населённые пункты: село Отаутускен — на юге, село Оразак — на западе.
Восточнее села проходит автодорога областного значения — КС-5 «Кабанбай батыра — Жангызкудук — Оразак».

## Население
В 1989 году население села составляло 252 человек (из них казахи — 100%).

В 1999 году население села составляло 337 человек (171 мужчина и 166 женщин). По данным переписи 2009 года, в селе проживал 301 человек (162 мужчины и 139 женщин).
| Численность населения | Численность населения | Численность населения |
| 1989                  | 1999                  | 2009                  |
| --------------------- | --------------------- | --------------------- |
| 252                   | ↗337                  | ↘301                  |